# Regio Noordoost (Brazilië)
De regio Noordoost is een statistisch-geografisch gebied in Brazilië dat zich uitstrekt over negen staten:
- Alagoas
- Bahia
- Ceará
- Maranhão
- Paraíba
- Pernambuco
- Piauí
- Rio Grande do Norte
- Sergipe

De regio heeft een oppervlakte van ca. 1.554.588 km² (18,28% van het Braziliaans grondgebied). Midden 2004 werd het inwoneraantal geschat op 50.431.512 (27,77% van de totale bevolking).
De belangrijkste steden zijn:
- Salvador (Bahia)
- Recife (Pernambuco)
- Fortaleza (Ceará)

De regio heeft het grootste percentage landelijke bevolking en de laagste levensstandaard in Brazilië.
Een groot deel van de regio wordt gevormd door de Veelhoek van de Droogte. Het dorre caatinga-gebied, dat regelmatige en soms lange droogtes kent, is het voornaamste biotoop. Sinds de jaren negentig van de twintigste eeuw probeert men maatregelen te nemen om de droogte te bestrijden. Meer naar de kust toe ligt de zona da mata of woudzone. Van het zogenaamde Atlantisch Woud, een belangrijk centrum van biodiversiteit, dat zich ooit uitstrekte van het noorden van dit gebied tot in Rio Grande do Sul, blijft bijna niets meer over. In koloniale tijden werden hier suikerrietplantages opgericht die honderden jaren actief bleven. Tussen het woud en de sertão, een soort halfwoestijn, ligt de agreste, een transitiezone waar landbouw de hoofdactiviteit is. In de jaren 1988-1989 was reeds 46,3% van deze regio onderhevig aan door de mens veroorzaakte veranderingen.
Regio's: Noord · Centraal-West · Noordoost · Zuidoost · Zuid

Staten: Acre · Alagoas · Amapá · Amazonas · Bahia · Ceará · Espírito Santo · Goiás · Maranhão · Mato Grosso · Mato Grosso do Sul · Minas Gerais · Pará · Paraíba · Paraná · Pernambuco · Piauí · Rio de Janeiro · Rio Grande do Norte · Rio Grande do Sul · Rondônia · Roraima · Santa Catarina · São Paulo · Sergipe · Tocantins

District: Federaal District
Zie ook: Lijst van vlaggen van Braziliaanse deelgebieden